# Vassoio
Il vassoio (francese, cabaret) è un contenitore piatto utilizzato nella cucina e adoperato per portare cibarie o oggetti. Di varie forme, ovale tondo o rettangolare, è dotato di un bordo in rilievo che serve a non far scivolare quanto è contenuto. Ha molteplici funzioni: portare una serie di pezzi piccoli, altrimenti non trasportabili con le mani in ugual numero; proteggere le mani nel trasporto da scottature in caso di cibi o bevande calde; costituire una barriera igienica fra i cibi contenuti o portati e i piani di appoggio e le mani.

## Storia
I primi materiali utilizzati come vassoi furono probabilmente grandi foglie o pezzi di corteccia o giunchi intrecciati. Risalgono al neolitico i primi manufatti che si possono definire come tali e che sono stati realizzati in terracotta, in bronzo e in rame. Il vassoio è stato largamente usato nell'antichità, sia per usi culinari, sia per quelli rituali.
Divenne di moda nel Settecento, per il trasporto di servizi da caffè e da tè, completi di tazze, lattiere, teiere, zuccheriere. Se ne fecero d'argento, col bordo sbalzato e inciso, e in legno dipinto e laccato. Tipico inglese è il vassoio, ovale o tondo, con il bordo a galleria.

## Tipologia
- Standard, di misura 53x37 cm. Euronorm, sono vassoi impilabili in materiale plastico, entrano con poco ingombro nei carrelli raccoglitori della ristorazione, tipo fast food.

- A piatto, con bordo poco rilevato simile ad un piatto ma più grande, è un vassoio elegante in porcellana, ceramica e metallo. Serve per servire alimenti o per portare servizi da tè o da caffè.

- Vassoio di servizio, grande e robusto, solitamente rettangolare in legno o metallo, con bordo abbastanza alto e due manici sui lati corti, per reggerlo saldamente. Serve a portare stoviglie e altri pezzi per l'apparecchiatura e il servizio, comunque oggetti pesanti e ingombranti.

- Vassoio da bar, di media misura solitamente rotondo, in metallo o plastica, ha un bordo verticale poco rilevato per trattenere tazze e bicchieri. I camerieri lo portano abilmente, appoggiato sulle dita aperte di una sola mano.

- A scomparti, rettangolare in acciaio inox o plastica è diviso in scomparti, per metterci i piatti o direttamente il cibo. Usato nelle mense o nei self-service, come vassoio di servizio o direttamente, al posto delle singole stoviglie.

## Galleria d'immagini

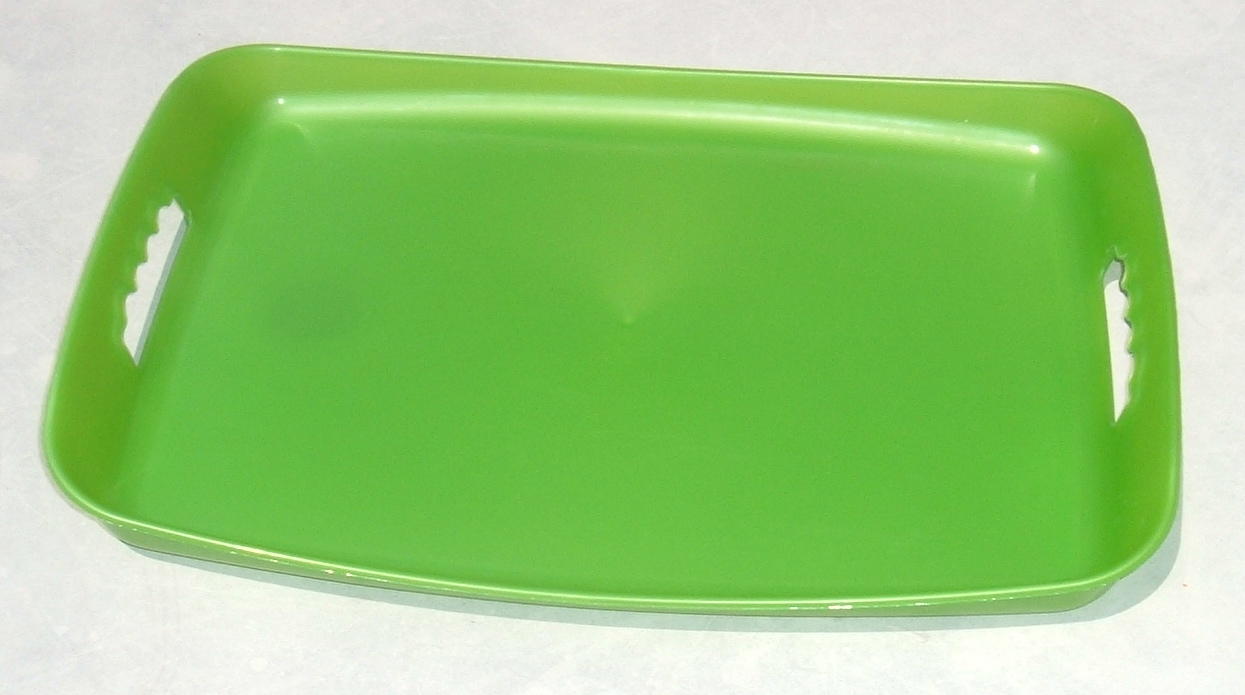
Vassoio da servizio
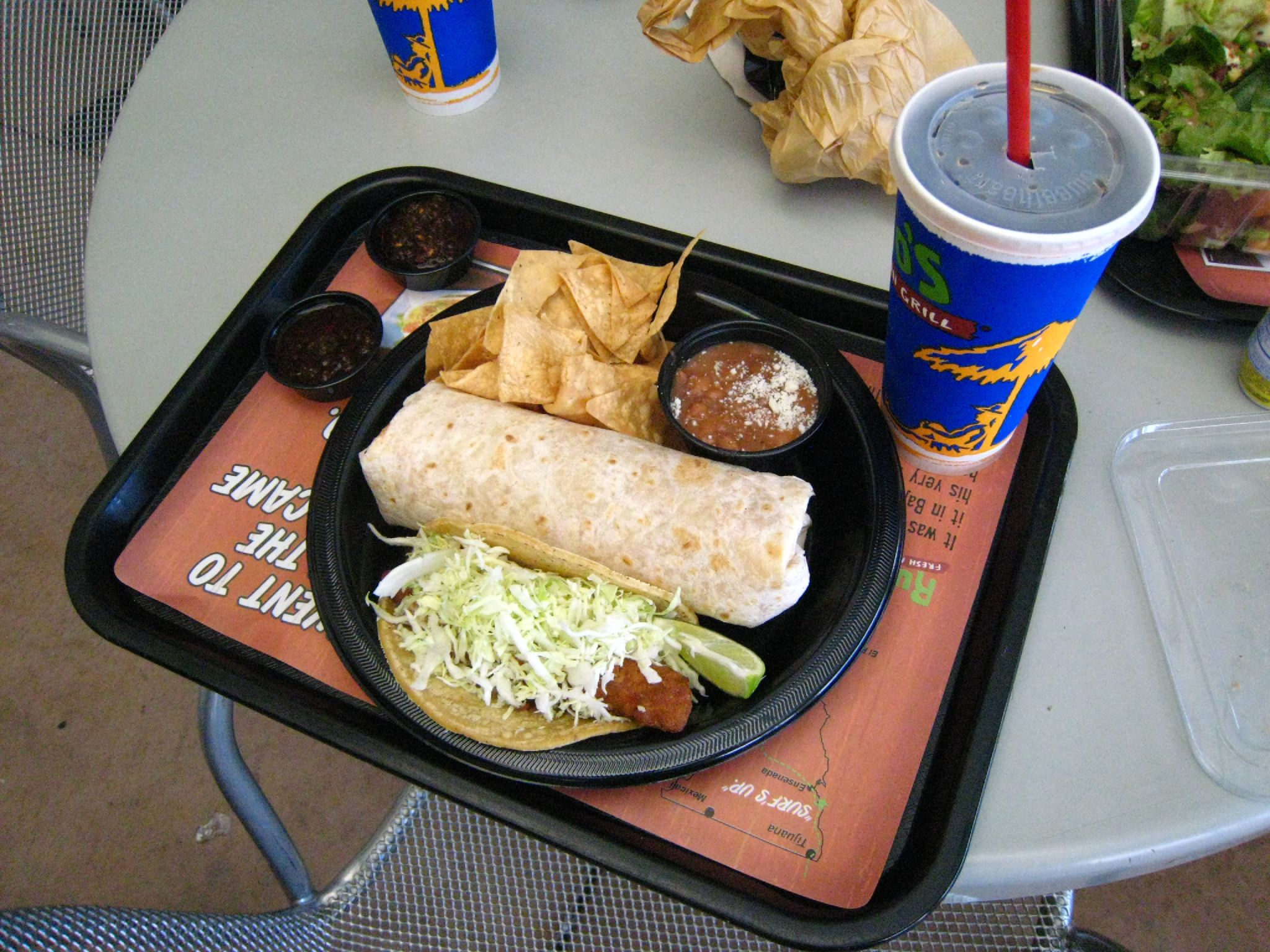
Vassoio standard
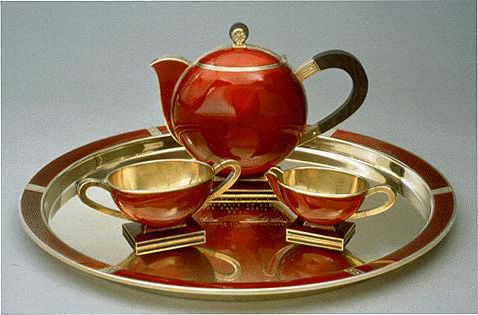
Vassoio con servizio da tè
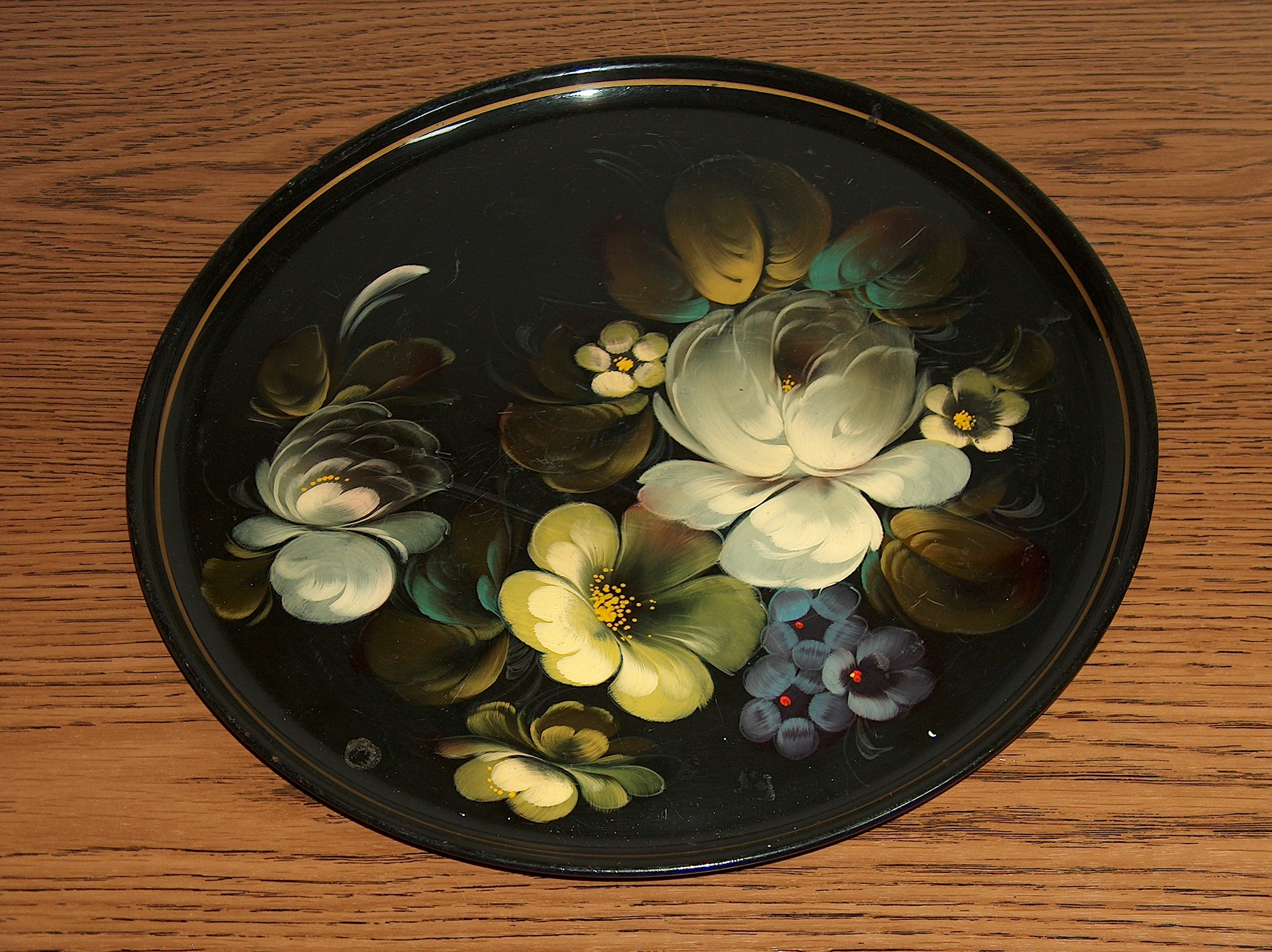
Vassoio russo dipinto a mano
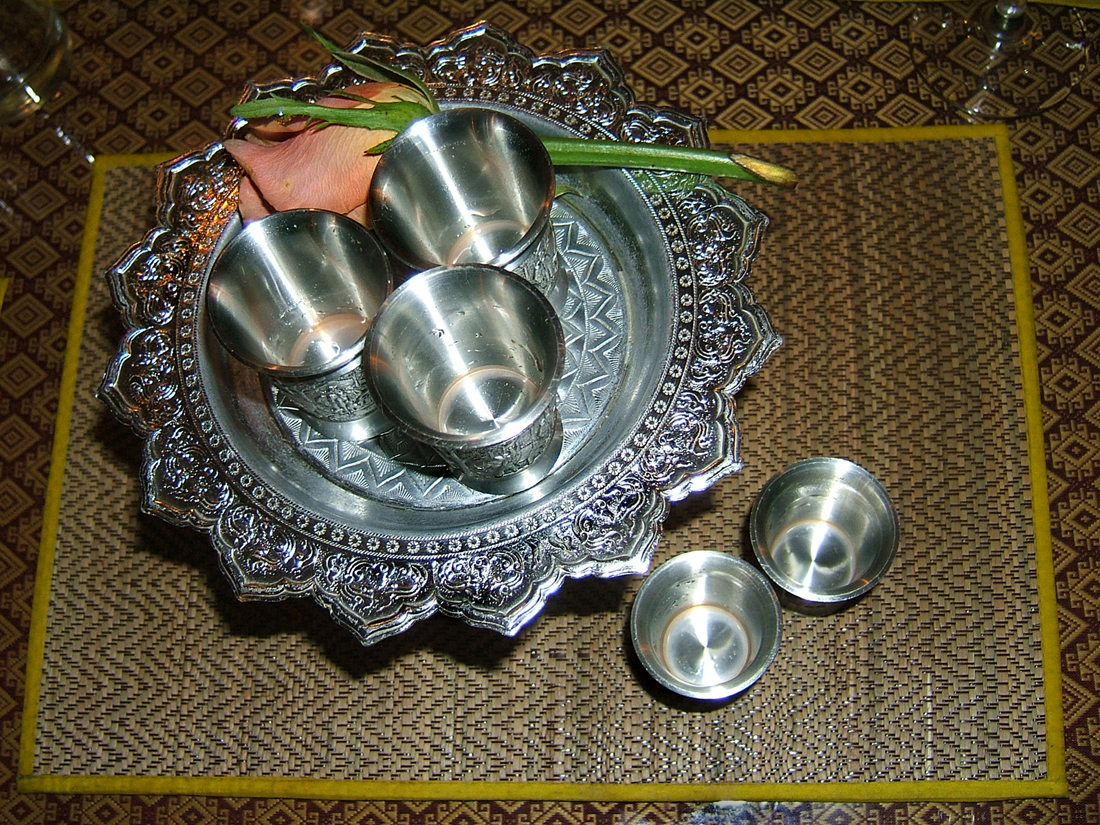
Vassoio tailandese in metallo
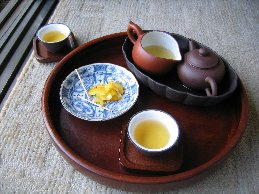
Vassoio cinese in legno
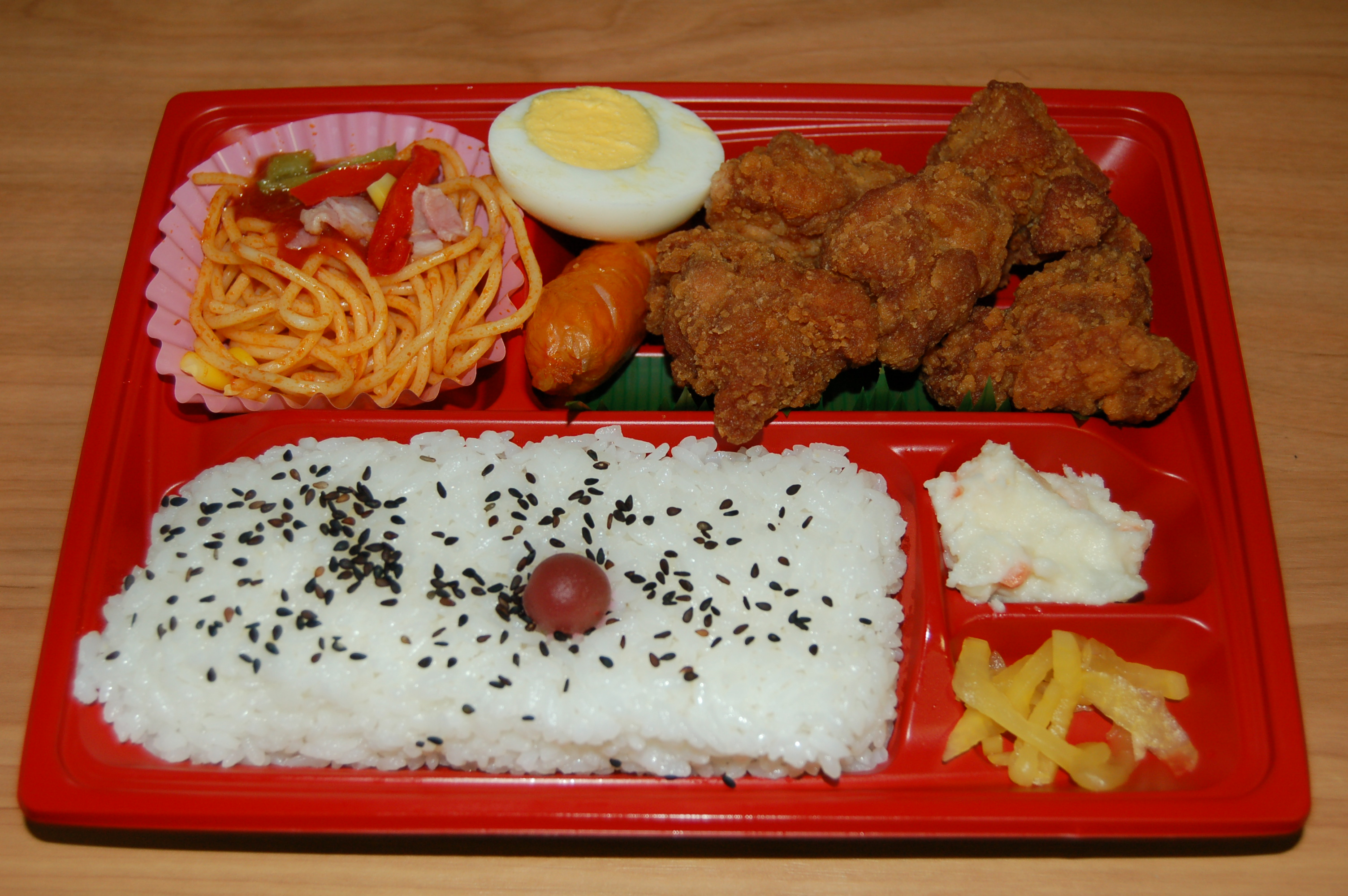
Vassoio a scomparti